# レインボウグラビティ
『レインボウグラビティ』は、虹のコンキスタドールの4枚目のオリジナルアルバム。2020年6月17日にキングレコードから発売。

## 概要
前作の『レインボウフェノメノン』から約2年半ぶりとなるオリジナルアルバム。主に「トライアングルドリーマー/心臓にメロディー」から「響け！ファンファーレ/ぼくらのターン/Snowing Love」までのリリース曲に加え、新曲の「夕暮れグラデーション」「ワンルームマジック」を含む。
初回限定版付属のBlu-rayには「RAINBOW JAM2019 -WINTER-」@Zepp Tokyoでのライブ映像とドキュメント映像を収録。

## 収録曲

### CD
1. 響け!ファンファーレ
  - 作詞・作曲：村カワ基成
2. ずっとサマーで恋してる
  - 作詞：NOBE、作曲：村カワ基成
3. 愛をこころにサマーと数えよ
  - 作詞：NOBE、作曲：村カワ基成
4. ジャポニジフェス
  - 作詞：NOBARA KAEDE、作曲：サイレンジ！
5. バスルームマジック
  - 作詞：加藤隆生、作曲：山本真平
6. 天文学的ノンフィクション
  - 作詞：NOBE、作曲：KANADEYUK
7. Genie!Genius!
  - 作詞：NOBARA KAEDE、作曲：浅野尚志
8. Waiting Wedding
  - 作詞：MOSAIV.WAV、作曲：浅野尚志
9. トライアングル・ドリーマー
  - 作詞・作曲：村カワ基成
10. in(door) the summer
  - 作詞・作曲：浅野尚志
11. Snowing Love
  - 作詞・作曲：浅野尚志
12. ワンルームマジック
  - 作詞・作曲：ヤマモトショウ
13. 本命ショコラティエ
  - 作詞：NOBARA KAEDE、作曲：浅野尚志
14. ぼくらのターン
  - 作詞・作曲：浅野尚志
15. 心臓にメロディー
  - 作詞：NOBE、作曲：村カワ基成
16. 夕暮れグラデーション
  - 作詞：NOBE、作曲：吉岡大地
17. あなたと見る青空に明日も虹が架かりますように(Special Track)
  - 作詞：NOBE、作曲：村カワ基成

※初回盤、通常盤ともに収録曲は同一

### Blu-ray
1. RAINBOW JAM2019 -WINTER- Live
2. RAINBOW JAM2019 -WINTER- Making